# Степанов, Александр Николаевич (Герой Советского Союза)
Александр Николаевич Степа́нов (25 сентября 1910 года, Уфа — 10 мая 1991 года, Уфа) — помощник командира взвода 42-го гвардейского стрелкового полка (13-я гвардейская стрелковая дивизия, 5-я гвардейская армия, 1-й Украинский фронт), сержант, Герой Советского Союза.

## Биография
Степанов Александр Николаевич родился 25 сентября 1910 года в городе Уфе в рабочей семье.
Окончил 4 класса школы. Работал рабочим на обувной фабрике имени К. Ворошилова в Уфе, председателем месткома 2 пассажирского отделения Куйбышевской железной дороги, начальником отдела приёма и увольнения 4 отделения Куйбышевской железной дороги.
Призван в армию в 1943 году в Уфе. На фронте с 1944 года.
Помощник командира взвода 42-го гвардейского стрелкового полка (13-я гвардейская стрелковая дивизия, 5-я гвардейская армия, 1-й Украинский фронт) сержант Степанов Александр Николаевич отличился 24 января 1945 года в селе Линден (ныне Lipki, гмина Скарбимеж,  Бжегский повят, Опольское воеводство, Польша), в течение 12 часов отражая атаки противника.
Звание Героя Советского Союза присвоено Указом Президиума Верховного Совета СССР от 27 июня 1945 года.
После войны жил в Уфе. Работал на железной дороге начальником вокзалов Уфа, Дёма.
Скончался 10 мая 1991 года в Уфе. Похоронен на Южном кладбище.

## Подвиг
Сержант Степанов Александр Николаевич 24 января 1945 года преодолев реку Одер, занял дом в селе Линден и в течение 12 часов отражал атаки противника. Был дважды ранен. Уничтожил из пулемёта до 70 солдат и офицеров противника, что способствовало взятию населённого пункта Линден.

## Награды
- Медаль «Золотая Звезда» Героя Советского Союза (27.06.1945)[1][2];
- орден Ленина (27.06.1945);
- орден Отечественной войны 1-й степени (11.03.1985)[4];
- орден Трудового Красного Знамени;
- медаль «За отвагу» (16.12.1944)[5].

## Память
В Уфе на доме № 37/1 на бульваре Ибрагимова установлена мемориальная доска Герою.